# 灰岩木蓝
灰岩木蓝（学名：Indigofera calcicola）为豆科木蓝属下的一个种。

## 扩展阅读
- 維基物種上的相關：灰岩木蓝